# Anthony Fritsch
Anthony Fritsch (ur. 8 września 1982) – francuski judoka. Brązowy medalista mistrzostw świata w drużynie w 2006. Startował w Pucharze Świata w latach 2002-2008. Mistrz Europy w drużynie w 2004 i drugi w 2006. Brązowy medalista igrzysk śródziemnomorskich w 2005 roku. Mistrz Francji w 2003, 2004 i 2008 roku.